# Chaleo Yoovidhya
Chaleo Yoovidhya (in thailandese เฉลียว อยู่วิทยา, Chaliao Yuwitthaya; [t͡ɕʰā.lǐa̯w jùː.wít.tʰā.jāː]; Provincia di Phichit, 17 agosto 1923 – Bangkok, 17 marzo 2012) è stato un imprenditore thailandese, noto per essere stato il creatore della bevanda energetica Krating Daeng e cofondatore della Red Bull, di cui detenne il 51% delle azioni. Con un patrimonio stimato di 5 miliardi di dollari statunitensi al momento della sua morte, è stato il terzo uomo più ricco della Thailandia secondo Forbes.

## Biografia
Nato nella provincia di Phichit, in Thailandia, da giovane lavorò per i suoi genitori prima di trasferirsi a Bangkok. Lì trovò lavoro come venditore di antibiotici; successivamente, si licenziò per fondare la sua casa farmaceutica, la TC Pharmaceuticals, nei primi anni del 1960. Dopo una presunta «ispirazione divina», sviluppò la ricetta di una bevanda energy drink, chiamata Krating Daeng, introdotta nel mercato nel 1976. Il logo della bevanda raffigura due tori rossi che si caricano tra di loro; in realtà, gli animali raffigurati non sono tori, bensì gauri, krathing in thailandese: da qui deriva la denominazione Krating. La bevanda divenne popolare tra i camionisti e operai, viste le sue capacità di ridurre il sonno e il jet lag.
Dietrich Mateschitz, un venditore austriaco, trovò la bevanda interessante e si mise in società con Yoovidhya nel 1984. Tre anni dopo, nel 1987, il duo esportò la bevanda in Europa sotto il nome di “Red Bull”: Yoovidhya adattò la ricetta in base alle preferenze della clientela occidentale, e Mateschitz si occupò della parte marketing. Ognuno mise 500.000 $ per creare la Red Bull GmbH e riceverne il 49% delle azioni. Il restante 2% appartiene al figlio di Yoovidhya. Contenente il doppio della caffeina della concorrente Coca-Cola, la bevanda, grazie ad un'aggressiva campagna di sponsorizzazione da parte di Mateschitz, diventò l'energy drink più popolare in Europa. Yoovishya morì a Bangkok il 17 marzo 2012 per cause naturali, all'età di 89 anni.